# Per Månsson (1896–1949)
Per Månsson, född 11 augusti 1896 i Torshälla, död 7 juli 1949 i Stockholm, var en svensk målare och konsthantverkare.
Han var son till redaktören Nils Månsson och Kerstin Ohlsson och från 1933 gift med Hertha Svensson. Månsson var som konstnär autodidakt och bedrev självstudier under resor till Frankrike, Spanien och Italien. Han debuterade i en utställning i Köpenhamn 1918 och medverkade därefter i Uppsalagruppens utställning på Liljevalchs konsthall 1926 och i den Fria gruppens utställning i samma lokal 1929. Han medverkade i samlingsutställningar i Paris, Rom, Budapest och Rom, separat ställde han ut på Josefsons konstsalong i Stockholm 1925 och på Rålambshof 1945. Som konstnär delade han sitt intresse mellan stafflimåleriet och dekorationsmåleri.  
Bland hans offentliga arbeten märks ett antal glasmålningar och altartavlor bland annat utförde han arbeten i Tortuna kyrka, Lunda kyrka, Ovanåkers kyrka, Svegs kyrka och Huddinge kyrka. Månsson är representerad vid Nationalmuseum Göteborgs konstmuseum, Stockholms stadsmuseum, Värmlands museum, Eskilstuna konstmuseum, Sörmlands museum och Museo Moderno i Madrid.